# Lê Thị Xuyến
Lê Thị Xuyến (9 tháng 12 năm 1909 – 5 tháng 5 năm 1996) là một nhà cách mạng, một nhà hoạt động xã hội Việt Nam. Bà là chủ tịch đầu tiên của Hội Liên hiệp Phụ nữ Việt Nam (1950 – 1956), bà cũng là một trong những nữ Đại biểu Quốc hội đầu tiên của Việt Nam (1 năm 1946). Tại Quốc hội khóa I, là đại biểu nữ duy nhất được bầu vào Ban Thường trực Quốc hội.

## Tiểu sử
Bà sinh tại làng Thạch Bộ, xã Đại Hòa, huyện Đại Lộc, tỉnh Quảng Nam. Học xong bậc sơ học yếu lược ở trường Mỹ Hoà, trường nữ sinh Hội An, bà học tiếp tại Trường Đồng Khánh, Huế.
Năm 1928, bà tốt nghiệp bậc Thành Chung sau đó lại đỗ bằng sư phạm và được giữ lại làm giáo viên của Trường Đồng Khánh. Cùng năm đó bà kết hôn với nhà trí thức cách mạng nổi tiếng Phan Thanh, từ đó bà tham gia hoạt động cùng chồng trong một số tổ chức như: Đảng Cộng sản Đông Dương, Đảng Xã hội Pháp tại bắc đông dương, Hội Truyền bá Quốc ngữ,...
Ngày 20 tháng 10 năm 1946, Hội Liên hiệp phụ nữ Việt Nam ra mắt tại Quảng trường Nhà hát lớn Hà Nội, Lê Thị Xuyến được cử làm Hội trưởng lâm thời Hội Liên hiệp Phụ nữ Việt Nam.
Ngày 20 tháng 7 năm 1947, bà vinh dự được đứng vào hàng ngũ Đảng Cộng sản Đông Dương. Do bà đã hoạt động từ năm 1928 nên bà không phải qua giai đoạn dự bị và ngày này cũng là ngày bà là đảng viên chính thức.
Bà liên tục là đại biểu Quốc hội Việt Nam các khoá II, III, IV, V.
Năm 1996 bà mất tại Hà Nội, hưởng thọ 87 tuổi.

## Gia đình
- Chồng:

- Phan Thanh – Nhà cách mạng Việt Nam
- Lê Văn Hiến – Nhà hoạt động chính trị, bộ trưởng bộ Tài chính Việt Nam

- Con:

- Phan Diễn – Nguyên Ủy viên Bộ Chính trị, Nguyên Thường trực Ban Bí thư
- Phan Vịnh
- Phan Tìm, Phan Thục Quyên
- Lê Thị Ngọc Ái – Con gái riêng của ông Lê Văn Hiến và bà Thái Thị Bôi

## Tưởng nhớ, khen thưởng
Bà được Nhà nước Việt Nam tặng Huân chương Độc lập và nhiều Huân chương, huy hiệu khác.
Tên bà được đặt cho một con phố ở Đà Nẵng và một trường học tại quê nhà Quảng Nam.